# Jeremiah De Veber
Jeremiah Smith Boies De Veber (1829-1908) est un homme d'affaires et un homme politique canadien du Nouveau-Brunswick.

## Biographie
Jeremiah De Veber naît le 7 novembre 1829 (ou en 1830) à Saint-Jean. Libéral, il brigue le siège de député fédéral de la circonscription de la Cité de Saint-Jean en 1872 mais il est battu. Il remporte toutefois les élections suivantes et est élu député le 1er décembre 1873 puis réélu en 1874 avant de perdre en 1878 face à Samuel Leonard Tilley.
De Veber devient ensuite maire de Saint-Jean de 1885 à 1887 et meurt le 18 juin 1908.